# Peromyscus gossypinus
Peromyscus gossypinus là một loài động vật có vú trong họ Cricetidae, bộ Gặm nhấm. Loài này được Le Conte mô tả năm 1853.